# Premio Lieben
El Premio Ignaz Lieben, más conocido como Premio Lieben, es un premio anual austríaco para jóvenes científicos que trabajan en los campos de la biología molecular, la química o la física.

## Origen del premio
El premio Ignaz Lieben, al que se ha llamado el Premio Nobel austriaco, es similar a este en la intención pero algo más antiguo. El comerciante austriaco Ignaz L. Lieben, cuya familia apoyó muchas actividades filantrópicas, había estipulado en su testamento 6.000 florines que debe ser utilizada "por el bien común". En 1863 este dinero se entregó a la Academia de Ciencias de Austria, y con él la Academia instituyó el Premio Ignaz L. Lieben. Cada tres años, la suma de 900 florines sería entregada a un científico austriaco en el campo de la química, la física o la fisiología. Dicha suma corresponde aproximadamente al 40 por ciento de los ingresos anuales de un profesor universitario.

## Suspensión durante la Segunda Guerra Mundial
Desde 1900, el premio se entregó anualmente. La dotación fue aumentada en dos ocasiones por la familia Lieben. Cuando la dotación había perdido su valor debido a la inflación después de Primera Guerra Mundial, la familia transfirió la suma anual necesaria a la Academia de Ciencias de Austria. Sin embargo, dado que la familia fue perseguida por el Partido Nacional Socialista, el premio se suspendió después de la incorporación alemana (Anschluss) de Austria en 1938.

## El premio en la actualidad
En 2004 el premio Lieben se restableció, con el apoyo de Isabel Bader y Alfred Bader (que pudo huir de Austria a la Gran Bretaña a la edad de catorce años en 1938). Ahora, el premio asciende a 18.000 dólares estadounidenses, y se ofrece anualmente a jóvenes científicos que trabajan en Austria, Bosnia-Herzegovina, Croacia, la República Checa, Hungría , Eslovaquia o Eslovenia (es decir, en uno de los países que hace un siglo formaban parte del Imperio austrohúngaro), y que trabajan en los campos de la biología molecular, la química, o la física.

## Galardonados
- 2020 Norbert Werner
- 2019 Gašper Tkačik
- 2018 Nuno Maulide
- 2017 Iva Tolić
- 2016 Illés Farkas
- 2015 Francesca Ferlaino
- 2014 Jana Roithová
- 2013 Barbara Kraus
- 2012 Michael Sixt
- 2011 Mihály Kovács
- 2010 Robert Kralovics
- 2009 Frank Verstraete
- 2008 Csaba Pál
- 2007 Markus Aspelmeyer
- 2006 Andrius Baltuska
- 2005 Ronald Micura
- 2004 Zoltan Nusser

- 1937 Marietta Blau y Hertha Wambacher
- 1936 Franz Lippay y Richard Rössler
- 1935 Armin Dadieu
- 1934 Eduard Haschek
- 1933 Ferdinand Scheminzky
- 1932 Georg Koller
- 1931 Karl Höfler
- 1930 Wolf Johannes Müller
- 1929 Karl Przibram
- 1927 Otto Porsch y Gustav Klein
- 1926 Adolf Franke
- 1925 Lise Meitner
- 1924 Otto Loewi y Ernst Peter Pick
- 1923 Otto von Fürth
- 1922 Karl Wilhelm Friedrich Kohlrausch
- 1921 Karl von Frisch
- 1920 Ernst Späth
- 1919 Victor Franz Hess
- 1918 Eugen Steinach
- 1917 Wilhelm Schlenk
- 1916 Friedrich Adolf Paneth
- 1915 Wilhelm Trendelenburg
- 1914 Fritz Pregl
- 1913 Stefan Meyer
- 1912 Oswald Richter
- 1911 Friedrich Emich
- 1910 Felix Ehrenhaft
- 1909 Eugen Steinach
- 1908 Paul Friedländer (químico)
- 1907 Hans Benndorf
- 1906 Arnold Durig
- 1905 Rudolf Wegscheider y Hans Meyer
- 1904 Franz Schwab
- 1903 Josef Schaffer
- 1902 Josef Herzig
- 1901 Josef Liznar
- 1900 Theodor Beer y Oskar Zoth
- 1898 Konrad Natterer
- 1895 Josef Maria Eder y Eduard Valenta
- 1892 Guido Goldschmiedt
- 1889 Sigmund Ritter Exner von Ewarten
- 1886 Zdenko Hans Skraup
- 1883 Victor Ritter Ebner von Rofenstein
- 1880 Hugo Weidel
- 1877 Sigmund Ritter Exner von Ewarten
- 1874 Eduard Linnemann
- 1871 Leander Ditscheiner
- 1868 Eduard Linnemann y Carl von Than
- 1865 Josef Stefan